# 玛丽昂·齐默·布拉德利
玛丽昂•埃莉诺·齐默•布拉德利（Marion Eleanor Zimmer Bradley 1930年6月3日—1999年9月25日）是一名美国奇幻、科幻小说家，以《阿瓦隆的迷雾》知名。她以从女性主义的角度描写人物著称，但死后被她的后代爆出虐待、强奸儿童等丑闻，她曾协助丈夫沃尔特·H·布林虐待、强奸了多名儿童。 

## 生平
出生于纽约州奥尔巴尼，17岁开始写作。曾先后就读于哈丁西蒙大学和加州大学伯克利分校，1949年开始在《惊奇故事》上出版作品，1964年和前夫离婚后，和收藏家沃尔特·H·布林结婚，育有一女玛丽昂和一子马克。她在1999年因心脏病在旧金山的一家医院（Alta Bates Summit Medical Center）去世，死后骨灰洒在英格兰的格拉斯顿伯里突岩:28–29。

### 性丑闻
2014年，她的女儿玛丽昂·格雷兰（Moira Greyland）向《卫报》爆料称她的母亲曾对她进行性虐待，还协助她的父亲布林性虐其他儿童，其中最小的受害者只有八岁。玛丽昂·齐默·布拉德利甚至曾试图收养一个他的丈夫“感兴趣”的孩子。
作为回应，她的出版商维克多·格兰茨出版社在2014年7月2日宣布将把所有销售布拉德利的电子书得来的收入捐给救助儿童会。约翰·史卡奇、吉姆·C·海恩斯、G·薇洛·威尔逊、戴安娜·L·帕克森等作家都公开对玛丽昂·齐默·布拉德利表示谴责。

## 信仰
她早年信奉西方秘契主义，1950年代末、1960年代初，她和布林根据迪翁·福春的学说创立了宝瓶还原教（Aquarian Order of the Restoration），并吸收过一些信众。后来，她和宝瓶还原教的几个教友又成立了“暗月圈”（Darkmoon Circle），并将自家的车库改造成会议室。1990年代，她在一次采访中称自己将皈依基督教，称她已经开始去美国圣公会教堂祷告，“那些异教的事情...对我来说已经过去了”。